# Bella Ramsey
Bella Ramsey, vlastním jménem Isabella May Ramsey, (* září 2003 Nottingham, Spojené království) je anglická nebinární osoba věnující se herectví. Je známá svou rolí mladé šlechtičny Lyanny Mormont v dramatickém seriálu Hra o trůny (2016–2019) společnosti HBO.
Ztvárnila také roli Mildred Hubble ve fantasy seriálu Čarodějnice školou povinné (2017–2020), roli Jane Greyové v historickém seriálu Becoming Elizabeth (2022) a hlavní roli Birdy v historické komedii Catherine Called Birdy (2022). Namluvila také titulní postavu v animovaném seriálu Hilda (2018–dosud) společnosti Netflix. Od roku 2023 ztvárňuje roli Ellie v postapokalyptickém seriálu The Last of Us.

## Raná léta
Isabella May Ramsey se narodila v anglickém Nottinghamu v září 2003, nejspíše 30. září, ačkoli některé zdroje uvádějí datum 30. listopadu či jiné údaje. Vzdělávala se online prostřednictvím InterHigh School. Herectví se začala věnovat jako koníčku ve svých čtyřech letech prostřednictvím pobočky Stagecoach Theatre Arts v Loughborough, kterou navštěvovala sedm let. Poté začala docházet do Television Workshop a zkoušet profesionální herecké role.

## Kariéra
V letech 2016 až 2019 Ramsey ztvárňovala Lyannu Mormont ve fantasy seriálu televize HBO Hra o trůny. V této úloze se poprvé objevila v titulcích. Po jejím debutovém vystoupení v 7. dílu 6. řady „Zlomený muž“ si fanoušci a kritici povšimli, že Ramsey vynikla hereckým ztvárněním nekompromisního vůdcovského stylu své postavy. Podobná reakce přišla i po jejím účinkování v závěrečném dílu sezóny, kdy ji magazín The Hollywood Reporter nazval „průlomovou hvězdou 6. série“. Herečka pak pokračovala v této roli i v 7. a 8. řadě seriálu.
Od roku 2017 hrála v televizní adaptaci knižní série Čarodějnice školou povinné jako jedna titulních postav Mildred Hubble, za niž mimo jiné získala Dětskou cenu Britské akademie BAFTA v kategorii Young Performer za rok 2019. Nominována byla již o rok dříve, tehdy ale svou nominaci ještě neproměnila. V únoru 2020 16letá herečka na Instagramu oznámila, že seriál CBBC kvůli problémům s duševním zdravím opouští. Její role byla pro poslední, čtvrtou řadu přeobsazena Lydií Page.
Od roku 2018 poskytla Ramsey hlas titulní postavě v animovaném seriálu Netflix Hilda podle stejnojmenné komiksové předlohy. Za seriál tvůrci Luke Pearson, Stephanie Simpson a Kurt Mueller v roce 2019 získali Dětskou cenu Britské akademie pro nejlepší „animák“. V sérii Ramsey poprvé projevila také svůj pěvecký talent debutovou písní „The Life of Hilda“, která vyšla 25. listopadu 2020 a poté znovu 14. prosince 2020 spolu s vydáním druhé řady seriálu. Roli Hildy si pak zopakovala také v 80minutovém filmovém speciálu Hilda a král hor, který měl premiéru 30. prosince 2021.
V únoru 2021 byla obsazena do jedné z hlavních rolí čtrnáctileté dívky Ellie v televizní adaptaci HBO původní videohry The Last of Us z roku 2013, a to po boku Pedra Pascala, s nímž se setkali již ve Hře o trůny. Seriál byl premiérově streamován od 15. ledna 2023 a v celkové sledovanosti předstihl i předchozí úspěšný seriál HBO Rod draka. Před koncem února téhož roku tak byla ohlášena příprava druhé řady.
V roce 2021 se Ramsey objevila po boku Safie Oakley-Green v krátkém lesbickém hororovém filmu Requiem, v březnu 2023 zveřejněném i na YouTube kanále ALTER. Filmařka Lena Dunham ji obsadila do titulní role svojí filmové adaptace dětské knihy Catherine Called Birdy o dospívající dívce ve středověké Anglii. Snímek měl premiéru na Torontském filmovém festivalu a poté byl 17. října 2022 uveden ve streamovací službě Amazon Prime Video. Ramsey byla za ztvárnění lady Kateřiny přezdívané Ptáček nominována na cenu Critics' Choice Movie Awards v kategorii Nejlepší mladá herečka nebo herec, nominaci však neproměnila.

## Osobní život
Bella Ramsey se identifikuje jako nebinární osoba a podle vlastního vyjádření je jí lhostejné, jaká zájmena se pro ni používají, ačkoli they/them jí sedí nejvíce. Deníku The New York Times řekla: „Jsem stále jen člověk. Být zadefinována v nějakém konkrétním rodě není něco, co by se mi zrovna moc líbilo. Ale pokud jde o zájmena, je mi to opravdu úplně jedno.“ České lifestylové médium Refresher po jejím coming outu počátkem roku 2023 použilo v češtině koncovku -x. V listopadu 2023 oznámila spolupráci se značkou Both& produkující transmaskulinní, nebinární módu.
Ramsey se popisuje jako křesťanka a říká, že její víra jí pomohla, když ve svých 14 letech bojovala s mentální anorexií. V roce 2020 provozovala kanál YouTube a související instagramový účet s názvem United Hope, kde sdílela svou víru. Věnuje se mimo jiné hře na kytaru a zpěvu. Uvedla, že při natáčení první řady seriálu The Last of Us jí byl diagnostikován autismus.

## Filmografie

### Film
| Rok  | Titul                           | Postava                 | Poznámky    | Ref.          |
| ---- | ------------------------------- | ----------------------- | ----------- | ------------- |
| 2017 | Elefthería                      | Ellie                   | krátký film | [ 50 ]        |
| 2018 | Two for Joy                     | Miranda                 |             |               |
| 2018 | Holmes a Watson                 | Flotsam                 |             |               |
| 2019 | Princezna Emmy                  | Princezna Gizana (hlas) |             |               |
| 2019 | Judy                            | Lorna Luft              |             |               |
| 2019 | Nancy                           | Nancy                   | krátký film | [ 51 ]        |
| 2019 | Zero                            | Alice                   | krátký film | [ 52 ]        |
| 2019 | On the Beaches                  | Kitty                   | krátký film |               |
| 2020 | Turtle Journey                  | Želví dcera (hlas)      | krátký film | [ 53 ] [ 54 ] |
| 2020 | 3 Minutes of Silence            | Jane                    | krátký film | [ 55 ]        |
| 2020 | Hnutí odporu                    | Elsbeth                 |             |               |
| 2021 | Requiem                         | Evelyn                  | krátký film | [ 56 ] [ 57 ] |
| 2021 | Villain                         | Gruzie                  | krátký film |               |
| 2021 | Hilda a král hor                | Hilda (hlas)            |             |               |
| 2022 | Catherine Called Birdy          | Birdy                   |             |               |
| 2023 | Chicken Run: Dawn of the Nugget | Molly (hlas)            |             |               |

### Televize
| Rok        | Titul                      | Role                 | Poznámky                     | Ref.          |
| ---------- | -------------------------- | -------------------- | ---------------------------- | ------------- |
| 2016–2019  | Hra o trůny                | Lyanna Mormont       | vedlejší role (6.–8. řada)   | [ 2 ]         |
| 2016–2017  | Future-Worm!               | hlasové role         | 1 díl                        | [ 2 ]         |
| 2017–2020  | Čarodějnice školou povinné | Mildred Hubble       | hlavní role (1.–3. řada)     | [ 2 ] [ 20 ]  |
| 2018       | Requiem                    | mladá Matilda        | díl: „The Blue Room“         | [ 58 ]        |
| 2018–dosud | Hilda                      | Hilda (hlas)         | hlavní role; 26 dílů         | [ 59 ]        |
| 2020       | Shepherd's Delight         | dívka v parku        | díl: „Self-Tape 48“          | [ 60 ]        |
| 2020       | Jeho temné esence          | Angelica             | 6 dílů                       | [ 61 ]        |
| 2020       | Ostrov letního tábora      | 15letá Ramona (hlas) | Díl: „Ghost Baby Jabberwock“ |               |
| 2022       | Becoming Elizabeth         | Jane Gray            | hlavní role                  | [ 62 ]        |
| 2023–dosud | The Last of Us             | Ellie                | hlavní role                  | [ 27 ] [ 63 ] |

### Videohry
| Rok  | Titul               | Role         | Ref.   |
| ---- | ------------------- | ------------ | ------ |
| 2018 | Doctor Who Infinity | Freya (hlas) | [ 64 ] |

### Rádio a podcasty
| Rok  | Titul       | Role         | Poznámky                                         | Ref.   |
| ---- | ----------- | ------------ | ------------------------------------------------ | ------ |
| 2020 | Drama       | Slečna Edith | BBC Radio 4, díl: „Edith Sitwell in Scarborough“ | [ 65 ] |
| 2022 | Zimní dopad | Whisper      | 6 dílů                                           | [ 66 ] |

## Diskografie
| Rok  | Titul               | Album                    | Poznámky                                   | Ref.          |
| ---- | ------------------- | ------------------------ | ------------------------------------------ | ------------- |
| 2020 | „The Life of Hilda“ | Hilda                    | „Kapitola 7: The Beast of Cauldron Island“ | [ 67 ] [ 68 ] |
| 2022 | „Birdy Song“        | Catherine s názvem Birdy |                                            |               |

## Ceny a nominace
| Rok  | Cena                       | Kategorie | Práce                      | Výsledek  | Ref.          |
| ---- | -------------------------- | --- | -------------------------- | --------- | ------------- |
| 2018 | RTS North West Awards      | Nejlepší průlomový talent                                                                                                | Čarodějnice školou povinné | nominace  |               |
| 2018 | BAFTA                      | Nejlepší mladý umělec | Čarodějnice školou povinné | nominace  | [ 69 ]        |
| 2019 | BAFTA                      | Nejlepší mladý umělec | Čarodějnice školou povinné | vítězství | [ 70 ]        |
| 2019 | BAFTA                      | Dětská animace (sdíleno s Lukem Pearsonem, Stephanie Simpsonovou a Kurtem Muellerem)                                     | Hilda                      | vítězství | [ 70 ]        |
| 2020 | British Animation Awards   | Nejlepší hlasový výkon                                                                                                   | Hilda                      | nominace  | [ 71 ] [ 72 ] |
| 2020 | CinEuphoria Awards         | Za zásluhy – čestné ocenění (sdíleno s celým obsazením)                                                                  | Hra o trůny                | vítězství | [ 73 ]        |
| 2020 | Screen Actors Guild Awards | Cena Sdružení filmových a televizních herců za mimořádný výkon souboru v dramatickém seriálu (sdíleno s celým obsazením) | Hra o trůny                | nominace  | [ 74 ]        |
| 2022 | British Animation Awards   | Nejlepší hlasový výkon                                                                                                   | Hilda                      | nominace  | [ 75 ] [ 76 ] |
| 2022 | Critics' Choice Awards     | Critics' Choice Movie Award pro nejlepšího mladého herce                                                                 | Catherine Called Birdy     | nominace  | [ 77 ]        |